# Autorretrato (Maria Cosway)
Autorretrato é uma pintura a óleo sobre tela realizada por Maria Cosway por volta de 1778. A obra pertence ao acervo permanente da Galeria Uffizi, em Florença, sendo parte da célebre coleção de autorretratos do museu. Esta composição visualiza aspectos fundamentais da formação artística de Cosway, assim como elabora questões identitárias que atravessam sua trajetória enquanto mulher artista no contexto britânico e europeu do século XVIII.

## Descrição e análise
Este autorretrato de Maria Cosway é uma obra de formato busto, que mostra a artista voltada de frente para o espectador, com leve inclinação da cabeça e expressão serena. O rosto ovalado, de traços refinados e olhar introspectivo, é emoldurado por um turbante branco volumoso, enrolado com requinte orientalizante, que contrasta com a sobriedade do fundo neutro. A artista veste trajes elegantes em tons suaves, típicos da sensibilidade rococó tardia, e está adornada com uma fita azul, símbolo frequentemente associado à fidelidade e à nobreza moral.
Formalmente, a composição destaca-se pela clareza do desenho, pela economia de elementos e pelo tratamento cuidadoso da luz, que recai suavemente sobre o rosto e os tecidos, revelando domínio técnico sobre os efeitos de chiaroscuro. A construção da imagem, em consonância com a estética do retrato neoclássico em formação, expressa tanto a dignidade da artista quanto uma certa teatralidade controlada — reflexo do ethos ilustrado do período.
Do ponto de vista semiótico, o autorretrato funciona como dispositivo de enunciação visual: Maria Cosway se inscreve como sujeito da própria representação, em um gesto que desafia o olhar masculino e acadêmico que predominava nos salões artísticos do século XVIII. Como observa Laura Mulvey, "a mulher é tradicionalmente colocada como imagem para o olhar e o prazer do homem". Ao dirigir seu olhar ao espectador de forma direta e desafiadora, Cosway desestabiliza essa posição objetificada e se coloca como agente do olhar.
Segundo Griselda Pollock, as artistas do século XVIII frequentemente "negociavam sua presença dentro de um espaço visual que era ao mesmo tempo público e patriarcal, criando autorrepresentações que operavam como performances identitárias". O turbante — peça exótica para o contexto europeu — pode ser lido como sinal de distinção cultural, intelectualidade cosmopolita e talvez uma metáfora visual para a autonomia criativa feminina.
Judith Butler, ao discutir a noção de ¨performatividade de gênero¨, afirma que "os atos, gestos e desejos que produzem o efeito de um núcleo coerente do eu são performativos no sentido de que constituem o que o sujeito é". Nesse sentido, o autorretrato de Cosway não apenas representa, mas produz sua identidade enquanto mulher, artista e intelectual, em um campo cultural em que tais posições eram constantemente negadas às mulheres.
Além disso, a escolha de apresentar-se como pensativa e contida, em trajes que evitam sexualização explícita, alinha-se à tradição da "modéstia artística", que historiadoras feministas como Mary D. Garrard identificam como estratégia recorrente de legitimidade entre artistas mulheres. O quadro articula, assim, uma autorrepresentação estratégica, que conjuga refinamento visual, contenção simbólica e afirmação subjetiva.
Essa imagem também pode ser lida à luz do conceito de contravisualidade, cunhado por Nicholas Mirzoeff, como "a insistência em ver para além do que o regime dominante autoriza a ser visível". Cosway não apenas torna visível uma mulher artista, mas o faz de maneira a se inscrever no espaço de autoridade da pintura — gênero historicamente masculino — com plena consciência de sua agência visual.
Portanto, este autorretrato é mais do que uma efígie pessoal: trata-se de um manifesto pictórico de existência, intelectualidade e poder autoral. Seu gesto de autorrepresentação, ainda que envolto em códigos de contenção da época, participa de uma insurgência imagética que antecipa debates contemporâneos sobre visibilidade, gênero e subjetividade na história da arte.